# يان كيمب
يان كيمب (بالإنجليزية: Jan Kemp)‏ هي أكاديمية أمريكية، ولدت في 13 مارس 1949، وتوفيت في 4 ديسمبر 2008 بسبب مرض آلزهايمر.